# Чарльз Весс
Чарльз Весс (англ. Charles Vess; нар. 10 червня 1951) — американський художник-фантаст і художник коміксів, який спеціалізується на ілюструванні міфів і казок. На його творчість вплинули британський книжковий ілюстратор «Золотого віку» Артур Рекхем, чеський художник епохи модерну Альфонс Муха та художник коміксів Гел Фостер. Студія Весса, Green Man Press, розташована у місті Абінгдон, штат Вірджинія.
У 1991 році його робота з Нілом Ґейманом над коміксом Пісочний чоловік «Сон літньої ночі» стала першим коміксом, який отримав нагороду World Fantasy Award.

## Життєпис

### Раннє життя та кар'єра
Чарльз Весс почав малювати комікси ще в дитинстві. Він закінчив Університет Співдружності Вірджинії (VCU) у 1974 році. Під час навчання у VCU комікси Весса з'являлися в комікс-таблоїді Fan Free Funnies, що публікувався студентською газетою. Його першою професійною посадою була посада рекламного аніматора в компанії Candy Apple Productions у Річмонді, штат Вірджинія, де він пропрацював близько двох років.
Між 2004 та 2007 роками Весс адаптував вірш Ніла Ґеймана для дитячої книги «Чорнична дівчинка», яка вийшла у видавництві HarperCollins у 2009 році (ISBN 0-06-083808-6).

### Масове фентезі
Наприкінці 1980-х років Весс знайшов свою нішу у світі фентезійних коміксів з такими публікаціями, як «The Raven Banner: A Tale of Asgard», написана Аланом Зеленцем і опублікована Marvel Comics у 1985 році, «The Book of Night», опублікована Dark Horse Comics у 1987 році, та «<nТрійка воїнів» у Marvel Fanfare № 34-37 (вересень 1987 — квітень 1988). Він намалював обкладинку дебютного випуску «Web of Spider-Man» (квітень 1985), написав і намалював додаткову історію в «The Amazing Spider-Man» № 277 (червень 1986), [4] і створив графічний роман «Spider-Man: Spirits of the Earth» (1990). У 1991 році він проілюстрував офіційну адаптацію коміксу Стівена Спілберга «Гак<», а також проілюстрував одинадцять випусків (№ 129—139), як художник обкладинки «Swamp Thing» DC Comics у 1993 році.

### Співпраця з Нілом Ґейманом
У 1990 році Весс розпочав одну з найвідоміших на сьогодні співпраць з письменником Нілом Ґейманом. Він проілюстрував «The Land of Summer's Twilight», один з чотирьох епізодів оригінальної міні-серії «The Books of Magic», а також працював над трьома випусками відомої серії Ґеймана «Пісочний чоловік» (англ. The Sandman). 19-й випуск «Пісочного чоловіка» («Сон літньої ночі») є метамистецькою адаптацією п'єси Вільяма Шекспіра, який у 1991 році отримав Всесвітню премію фентезі за найкраще оповідання, ставши єдиним коміксом, який удостоївся такої честі, оскільки організатори премії згодом внесли зміни до правил, щоб спеціально виключити комікси. Весс намалював вісім малюнків для 62-го випуску «Пісочного чоловіка» («The Kindly Ones: 6»), та проілюстрував останній 75-й випуск серії «Пісочного чоловіка», другу адаптацію Шекспіра («Буря»). Він намалював обкладинки для «Molly's Story» (1999) з спін-офф серії «Books of Faerie».

#### Зоряний пил
Між 1997 та 1998 роками співпраця Весса та Ґеймана продовжилася у чотирисерійному коміксі «Зоряний пил», романі, до якого Весс намалював 175 малюнків. Серія була зібрана і видана в м'якій обкладинці видавництвом DC Comics's Vertigo. «Зоряний пил» отримав премію Алекса від Американської бібліотечної асоціації. Ґейман отримав Міфопоетичну премію, а Весс був удостоєний премії World Fantasy Award 1999 року як найкращий художник за роботу над серією.
У 1999 році Green Man Press, власне видавництво Весса, випустило портфоліо Весса задля його дружини Карен, яка постраждала в автокатастрофі, під назвою «Падіння зоряного пилу», що містило дві книжки та серію мистецьких тарілок.

#### Чорнична дівчинка
У 1976 році переїхав до Нью-Йорка і став вільним художником-ілюстратором. Він робив ілюстрації для таких видань, як Heavy Metal, Klutz Press (видавництво Scholastic Press) та National Lampoon. Однією з помітних публікацій цього раннього періоду була книга «The Horns of Elfland» (ISBN 0-915822-25-3), видана видавництвом «Archival Press» у 1979 році, яку Весс написав та проілюстрував.
З 1980 по 1982 рік Весс працював викладачем мистецтва в Школі дизайну Парсонса в Нью-Йорку. У цей період його роботи з'явилися на одній з перших великих музейних виставок наукової фантастики та мистецтва фентезі, що відбулася в Нью-Бритенському музеї американського мистецтва у 1980 році.

### Казки та саги
Починаючи з 1995 року Весс самостійно видавав піврічну серію коміксів під назвою «Книга балад і саг» (англ. The Book of Ballads and Sagas) у своєму видавництві Green Man Press. У цій серії Весс ілюстрував адаптації традиційних шотландських та англійських балад, написаних різними авторами, зокрема Еммою Булл, Чарльзом де Лінтом, Нілом Ґейманом, Шерін Маккрамб, Джеффом Смітом та Джейн Йолен. Випуски 1-4 були зібрані та опубліковані як «Балади» у 1997 році. У 2004 році збірка була перевидана у твердій палітурці видавництвом Tor Books з додатковими матеріалами, включно зі вступним словом Террі Віндлінґа.

### Співпраця з Террі Віндлінг та Еллен Детлоу
Весс проілюстрував серію антологій під редакцією Террі Віндлінг та Еллен Детлоу, виданих видавництвом Viking Press, зокрема: "Зелена людина: Казки з міфічного лісу (2002) (англ. The Green Man: Tales from the Mythic Forest), "Котушка фей: Казки з Сутінкового царства (2004) англ. The Faery Reel: Tales from the Twilight Realm) та "Дорога койотів: Казки Трикстерів (2007) (англ. The Coyote Road: Trickster Tales).

### Співпраця з Чарльзом де Лінтом
Весс працював зі своїм давнім другом і письменником Чарльзом де Лінтом над щонайменше півдюжиною видань, серед яких «Сім диких сестер» (англ. Seven Wild Sisters; Subterranean Press, 2002) та пов'язаних з нею проектів «Коло котів» (Viking, 2003), «Лікарський шлях» (Subterranean Press, 2005, а також пізніше видання Tachyon Publications, 2009), а також іншими. У 2004 році Весс створив кольорову обкладинку та ілюстрації для першої сторінки, а також додаткові чорно-білі внутрішні ілюстрації для ювілейного (підписаного, обмеженого) видання «Місячного серця» де Лінта (Subterranean Press), присвяченого 20-річчю з дня народження.

### Співпраця з Урсулою Ле Гуїн
Весс був обраний видавництвом Saga Press для ілюстрації "Книги про Земномор'я: Повне ілюстроване видання, англ. The Books of Earthsea: The Complete Illustrated Edition (2018), збірки всіх п'яти романів про Земномор'я, а також оповідань, включно з деякими раніше неопублікованими творами. Під час роботи над виданням Весс тісно співпрацював з Ле Гуїн, втілюючи її бачення на сторінках книги. Весс описав їхню спільну роботу як справжню колаборацію, сказавши у 2018 році: "…я не думаю, що вона повірила мені, коли я сказав, що хочу співпрацювати. Але через чотири роки і бозна-скільки листів вона надіслала мені примірник своєї останньої книги, книги есе, і присвятила мені: «Чарльзу, найкращому співавтору». Книга була опублікована у жовтні 2018 року і отримала премію «Локус» за найкращу художню книгу 2019 року та премію «Г'юґо» за найкращу художню книгу 2019 року.

### Співпраця з Джоан Гарріс
У 2021 році Весс проілюстрував «Honeycomb» Джоан Гарріс — збірку зі 100 взаємопов'язаних казкових історій, що утворюють роман-мозаїку. Гарріс так описує процес роботи з Вессом:
Крізь призму мистецтва Чарльза Шовковий народ моїх оповідань не є ані цілком людським, ані надто комахоподібним: їхня краса дещо монструозна, але цілком зачаровує. Я вважаю, що ілюстрації надають тексту іншого виміру, переводячи його з простого друку у сферу мрій (і кошмарів). У випадку з «Honeycomb» Чарльз втілив мої мрії в життя. Я не можу уявити собі кращої магії, ніж ця.

## Виставки
Починаючи з 1989 року, з виставки «Мистецтво фантастики та наукової фантастики» в Художньому музеї Делавера у Вілмінгтоні, штат Делавер, роботи Весса були представлені на низці галерейних виставок. Виставка «Storyteller» з'явилася в 1992 році в галереї Frameworks у Брістолі, штат Вірджинія. Наступного року він показав роботу під назвою «Міфічний сад» у Березовому саду під відкритим небом у Девоні, Англія, та «Магія» в галереї Repartee у Парк-Сіті, штат Юта.
У 1994 році, після переїзду до південно-західної Вірджинії, місцевий музей попросив Весса організувати виставку, яка отримала назву «The DreamWeavers»: мандрівна виставка 15 художників-фантастів з різних галузей, серед яких ілюстратори дитячих книжок Джеррі Пінкні, Денніс Нолан, Геннадій Спірін, Рут Сандерсон і Девід Віснєскі, ілюстратори коміксів Мішель Калута і сам Весс, художники обкладинок для наукової фантастики та фентезі Дон Вілсон і Джеймс Герні, ілюстратори комерційних книжок Скотт Ґустафсон, Браєн Фрауд, Алан Лі та Алісія Остін, а також художниця Террі Віндлінг. Виставка тривала з осені 1994 до літа 1995 року.
З того часу роботи Весса з'являлися в галереях і на музейних виставках, зокрема:
- «The Tempest» весна 1996. Four Color Images Gallery, Нью-Йорк.
- «Stardust» весна-літо 1998, Cartoon Art Museum, Сан-Франциско.
- «Good Goddess Arts Exhibition», Джонсон-Сіті та Абінгдон, США, березень 1998, 1999 та 2000 роки.
- «Into the Light», Comic Art Symposium, Авілес, Іспанія, осінь 2000 року.
- «Fantasy, Visionaries of the Fantastic» Турин, Італія, весна 2002 р.
- «A Circle of Cats», книгарня та галерея 153W, Абінгдон, літо 2003 р.
- «Ancient Spirit, Modern Voice» (співкуратор і учасник) Центр DeFoor, Атланта, весна 2004 р. З липня 2021 року Defoor Center відомий як «The West Venue».
- «Уявлене Земномор'я» Музей Массіллону, Массіллон, штат Огайо, весна 2018 р.

## Нагороди
- Inkpot Award: за особливі досягнення в області створення коміксів, 1990.[26]
- Всесвітня премія фентезі: за найкращий твір короткої форми, 1991 «The Sandman #19 (DC Comics)», Ніл Ґейман і Весс.[27][28]
- Премія Айснера: найкращий окремий випуск, 1991 рік, «Concrete Celebrates Earth Day», Пол Чедвік, Весс і Жан «Мебіус» Жіро.[29]
- Comic Creators' Guild: найкраща обкладинка 1993 року (Dark Horse Presents #75).[30]
- Silver Award (Comics): 1995, Spectrum Annual of Imaginative Art.[31]
- Премія Айснера: найкращий малювач олівцем/чорнилом, 1996 за «The Book of Ballads and Sagas» і "Sandmanм #75.[29]
- Всесвітня премія фентезі: Кращий художник 1998 року, Зоряний пил, Ніла Ґеймана.[27]
- Премія Айснера: найкращий художник/мультимедійний художник, 2002 за ілюстрації до «Rose» Джеффа Сміта.
- Всесвітня премія фентезі: Кращий художник 2010 року.[27][32]
- Премія Г'юґо: найкращий професійний художник 2019 року.[23]
- Премія Г'юґо: Best Art Book, 2019 для The Books of Earthsea: The Complete Illustrated Edition, ілюстрований Чарльзом Вессом, автор Урсула К. Ле Гуїн (Saga Press/Gollancz).[23]
- Locus Awards: найкращий художник 2019 року.[22]
- Locus Awards: найкраща художня книга, 2019 за книгу The Books of Earthsea: The Complete Illustrated Edition, ілюстрований Чарльзом Вессом, автор Урсула К. Ле Гуїн (Saga Press/Gollancz).[22]
- Locus Awards: найкращий художник 2023 року.[33]